# Apostoł (Wulgaris)
Apostoł, imię świeckie Apostolos Wulgaris (ur. 14 lipca 1948 w Wolosie) – grecki duchowny prawosławny w jurysdykcji Patriarchatu Konstantynopola, od 1990 metropolita tytularny Miletu o rzeczywistej funkcji ihumena stauropigialnego monasteru św. Anastazji w Chalcydyce.

## Życiorys
5 sierpnia 1973 przyjął święcenia diakonatu, a 8 września 1974 prezbiteratu. 3 listopada 1985 otrzymał chirotonię biskupią.